# تاورن
تاورن (به آلمانی: Tawern) یک شهر در آلمان است که در تریر-زاربورگ واقع شده‌است. تاورن ۲٬۵۳۸ نفر جمعیت دارد.